# سد غاجاه مونجكور
سد غاجاه مونجكور (بالإندونيسية: Waduk Gajah Mungkur) هو سد مائي يقع في بوكوهكيدول في منطقة وونوجيري، جاوة الوسطى، بإندونيسيا. تم بناؤه عن طريق إعادة توجيه نهر بينجاوان سولو، الأطول في جزر جاوة، والذي ينبع من جبل غاجاه مونجكور. تبلغ أقصى مساحة لسعة خزان غاجاه مونجكور 8800 هكتار 
يستخدم الخزان للري، والطاقة الكهرومائية، ومصدر لمياه الشرب، والسياحة، وتربية الأحياء المائية، ومصايد الأسماك.

## التاريخ
بدأ التخطيط الأولي للمشروع في عام 1964، بهدف بناء وحدة تحكم في الفيضانات لنهر بينجوان سولو. وتمت صياغة الخطة النهائية بين عامي 1972 و1974 بمساعدة وكالة التعاون الدولي اليابانية.
تطلب البناء إغراق 51 قرية في ستة مقاطعات. بدأ البناء في أواخر عام 1976 واكتمل المشروع في عام 1981. وبدأ تشغيل الخزان في عام 1982.
كان من المفترض أن يستمر الخزان لمدة 100 عام. ومع ذلك، نظرًا للأضرار الشديدة التي لحقت بحوض الصرف (DAS) والتي تسببت في ترسبات عالية جدًا في الخزان، فمن غير المتوقع أن يستمر الخزان كل هذه المدة.